# Егорова, Мария Андреевна
Мария Андреевна Егорова (1920—2006) — сельскохозяйственный деятель, Герой Социалистического Труда (1958).

## Биография
Мария Егорова родилась 5 ноября 1920 года в деревне Волково-Егорье (ныне — Ельнинский район Смоленской области). В 1933 году окончила начальную школу в родной деревне. С 15 лет работала в колхозе имени Хользунова, с 1939 года руководила льноводческим звеном колхоза «Смычка». В начале Великой Отечественной войны оказалась в оккупации, после освобождения продолжила работать свинаркой, дояркой в сельскохозяйственной артели «Октябрь».

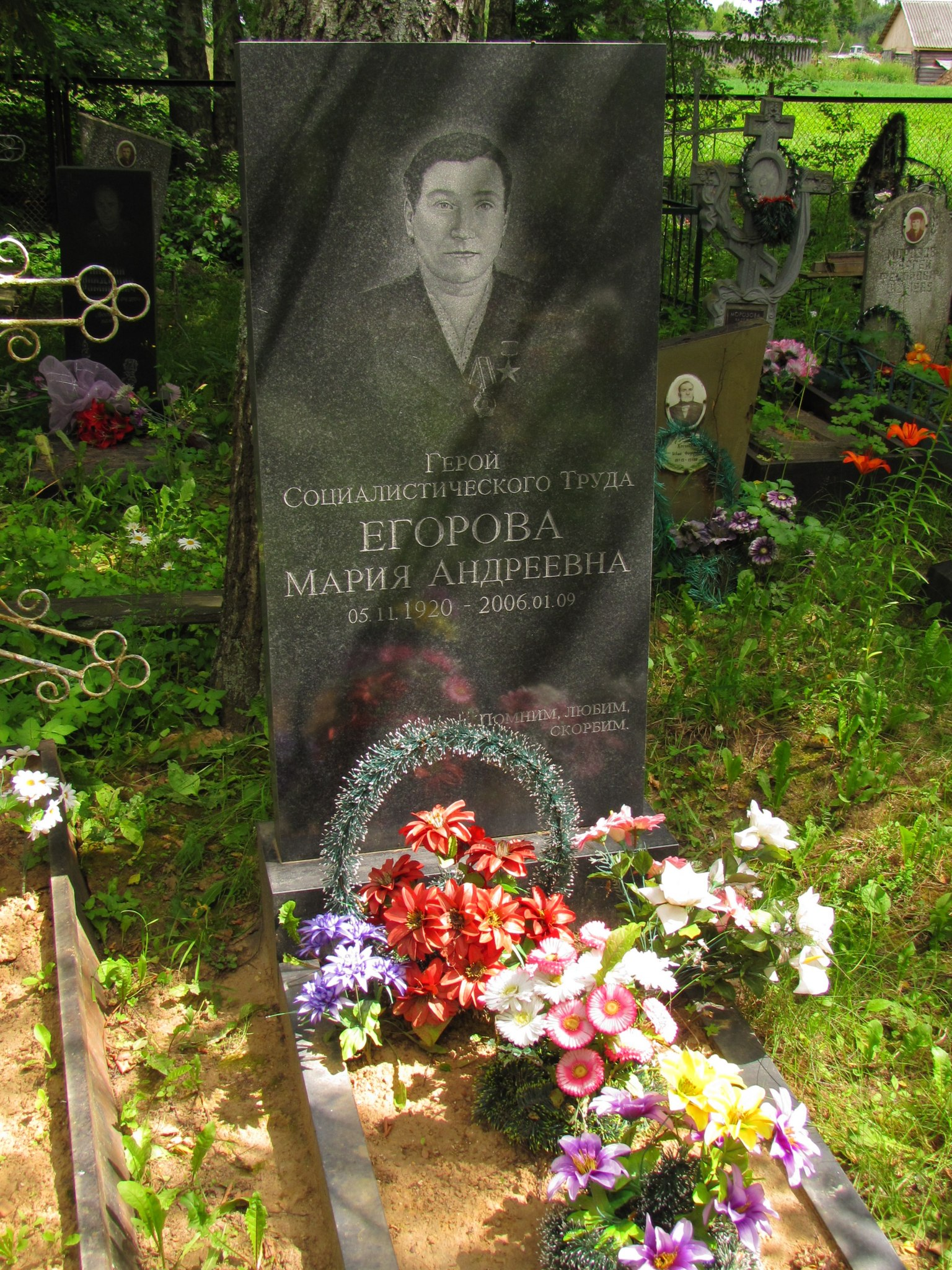
Могила Егоровой в Шарапово.

С августа 1956 года Егорова руководила льноводческим звеном колхоза имени Максима Горького. Только за первый год звену удалось собрать с каждого гектара засеянной площади по тонне семян и по семь центнеров волокна. На следующий год звено собрало ещё большее количество семян и волокна.
Указом Президиума Верховного Совета СССР от 10 марта 1958 года за «выдающиеся успехи в выращивании льна» Мария Егорова была удостоена высокого звания Героя Социалистического Труда с вручением ордена Ленина и медали «Золотая Звезда».
Впоследствии звено Егоровой продолжало увеличивать добываемое количество семян и волокна. Так, в 1961 году на площади 40 гектаров звено Егоровой получило с каждого гектара по 11 центнеров семян и 8 центнеров волокна, что для того времени являлось рекордом. С 1975 года Егорова находилась на пенсии, но спустя год вернулась в колхоз, обучала льноводов. Активно занималась общественной деятельностью, избиралась делегатом XXII съезда КПСС, членом Ельнинского районного комитета КПСС. Проживала в деревне Шарапово Ельнинского района, однако позднее переехала в Ельню. Умерла 1 сентября 2006 года, похоронена на кладбище деревни Шарапово.
Почётный гражданин Ельни (2004).